# Pride of Baghdad
A Pride of Baghdad egy képregényalbum, mely a DC Comics Vertigo cégjelzése alatt jelent meg 2006-ban. Írója Brian K. Vaughan, rajzolója Niko Henrichon. A képregény történetének alapja a 2003-as iraki háború egy valós eseménye. A Bagdadot lerohanó amerikai csapatok támadása idején a város állatkertjéből négy oroszlán szökött meg, melyeket végül amerikai katonák lőttek agyon. A Pride of Baghdad főszereplője ez a négy oroszlán, akik a műben az iraki nép metaforájaként jelennek meg.